# 博里萨夫·约维奇
博里萨夫·约维奇（發音：[jǒːʋit͡ɕ]，1928年10月19日—2021年9月13日），塞尔维亚与南斯拉夫的经济学家、外交官及政治人物，第12任南斯拉夫总统（1990年至1991年）。

## 生平
1928年在南斯拉夫王国出生，1965年获贝尔格莱德大学经济学博士。1970年代末期，担任驻意大利大使，能说流利的俄语和意大利语。
1991年7月初，参与《布里俄尼協議》的谈判，结束在斯洛文尼亚爆发的十日战争，为该国带来独立地位。南斯拉夫内战后被前南斯拉夫问题国际刑事法庭传唤，但未起诉罪名。
2021年9月13日，因2019冠状病毒病在贝尔格莱德去世，享耆寿92岁。